# Fortificações do Camocim
As Fortificações do Camocim localizavam-se na margem esquerda da foz do rio Coreaú, atual Barreiras (município de Camocim), no litoral noroeste do estado brasileiro do Ceará.

## História
BARRETTO (1958) informa que uma fortificação neste ancoradouro já havia sido cogitada em 1613 por Jerônimo de Albuquerque Maranhão (1548-1618), no contexto da conquista da Capitania do Maranhão aos franceses, optando por se estabelecer, entretanto, em Jericoacoara (ver Fortificações na ponta de Jericoacoara) (op. cit., p. 92).
No contexto da segunda das Invasões holandesas do Brasil (1630-1654), um reduto de campanha neerlandês defendia o porto do Pote (atual Camocim), remontando, provavelmente, a 1641 quando o governador neerlandês da capitania do Ceará, Gedean Morris, viajou pelo norte da capitania a título de exploração. Sua pequena guarnição foi trucidada por indígenas, liderados pelo chefe Ticuna, a 28 de fevereiro de 1644. Comunicadas do feito pelos próprios indígenas, o reduto foi ocupado por forças portuguesas do Maranhão, por ordem de Antônio Teixeira de Melo (1644). O chefe Ticuna seria recompensado mais tarde, pela Coroa portuguesa, por serviços prestados (1659) (BARRETTO, 1958:92).
O mesmo autor complementa que, em 1656, o governador da capitania do Maranhão, André Vidal de Negreiros (1606-1680), a quem a Capitania do Ceará se subordinava, ordenou guarnecer o Camocim com vinte e cinco homens e um ajudante, artilhando-o com quatro peças de 6 libras, com a mesma função do Fortim de Jericoacoara: apoiar e proteger as comunicações por terra do Ceará com o Maranhão. Em 1687, nada mais restava da estrutura (op. cit., p. 92-93).
GARRIDO (1940) acredita que o Forte de Camocim tenha sido levantado em 1659 para desaparecer em 1696 (op. cit., p. 40). SOUZA (1885) refere que existiam vestígios de seus muros, à época (1885), no local (op. cit., p. 36).